# Bouchemaine
Bouchemaine is een gemeente in het Franse departement Maine-et-Loire (regio Pays de la Loire). De plaats maakt deel uit van het arrondissement Angers. Bouchemaine telde op 1 januari 2022 6.635 inwoners.

## Geografie
De oppervlakte van Bouchemaine bedroeg op 1 januari 2022 19,81 vierkante kilometer; de bevolkingsdichtheid was toen 334,9 inwoners per km².

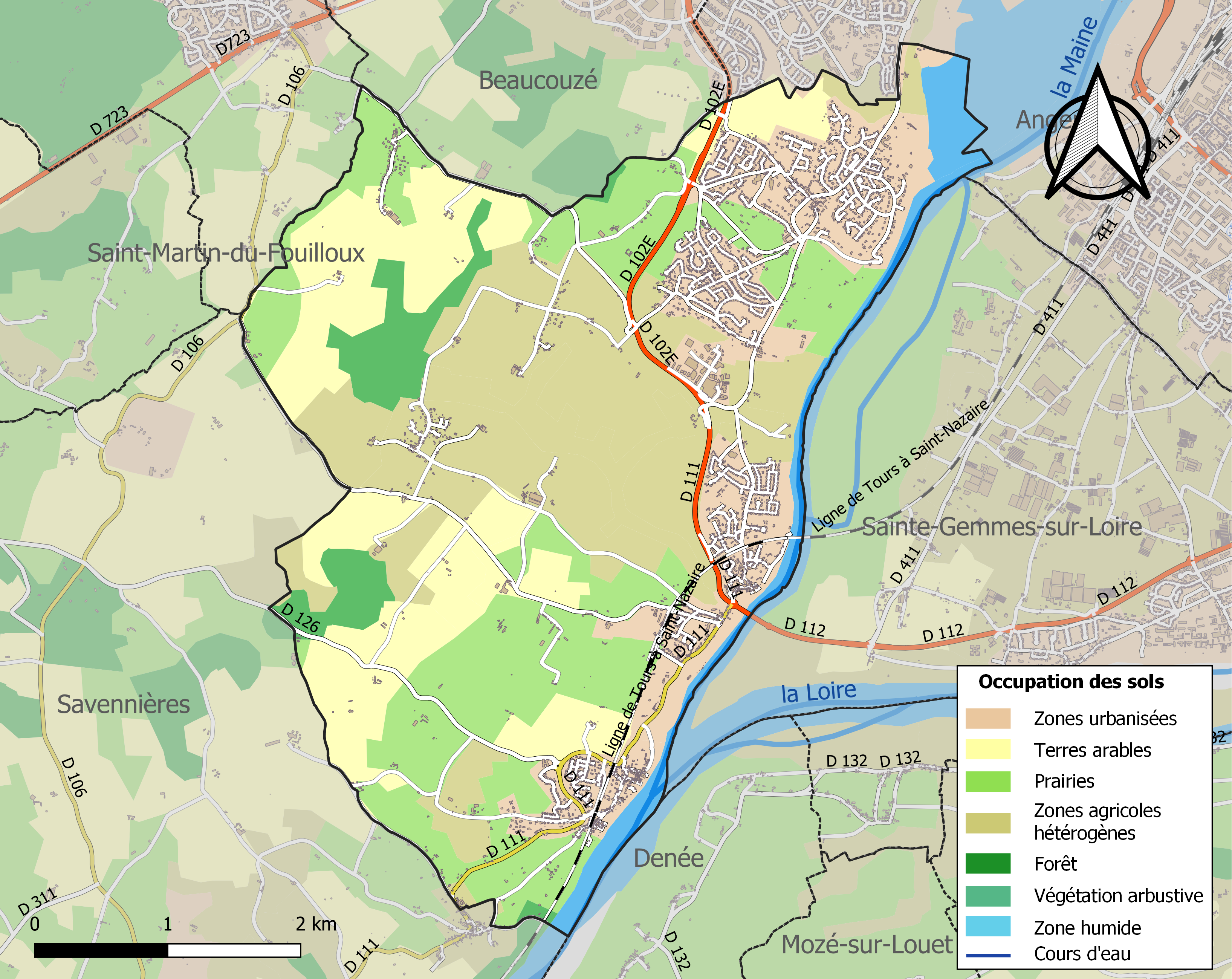
Kaart van de gemeente met de belangrijkste infrastructuur, bodemgebruik en omliggende gemeenten

## Demografie
Onderstaande figuur toont het verloop van het inwonertal (bron: INSEE-tellingen).